# NGC 47
NGC 47 é uma galáxia espiral barrada (SBbc) localizada na direcção da constelação de Cetus. Possui uma declinação de -07° 10' 04" e uma ascensão recta de 0 horas, 14 minutos e 30,5 segundos.
A galáxia NGC 47 foi descoberta em 1886 por Ernst Wilhelm Leberecht Tempel.